# Svenska lutherska kyrkan, Monson
Svenska lutherska kyrkan (engelska: Swedish Lutheran Church) är en luthersk kyrka i Monson, Maine i USA.
Kyrkan uppfördes av svenskamerikaner 1890 och ligger på Wilkins och Hebron Streets.
Kyrkan är sedan 1984 upptagen i National Register of Historic Places. 